# Chevanceaux
Chevanceaux est une commune du Sud-Ouest de la France, située dans le département de la Charente-Maritime (région Nouvelle-Aquitaine).
Ses habitants sont appelés les Chevancelais et les Chevancelaises.
C'est à l'est du bourg de Chevanceaux que se trouve le point culminant de la Double saintongeaise, au site du coteau de Boismorand qui culmine à 154 mètres de hauteur.

## Géographie
Cette commune limitrophe du département de la Charente est située dans la partie septentrionale du canton des Trois Monts.
C'est dans cette commune que se situe le point culminant de tout le sud de la Charente-Maritime avec 154 mètres d'altitude. Il s'agit du coteau de Boismorand, à l'est du bourg et près de la limite administrative du département voisin de la Charente.

### Communes limitrophes

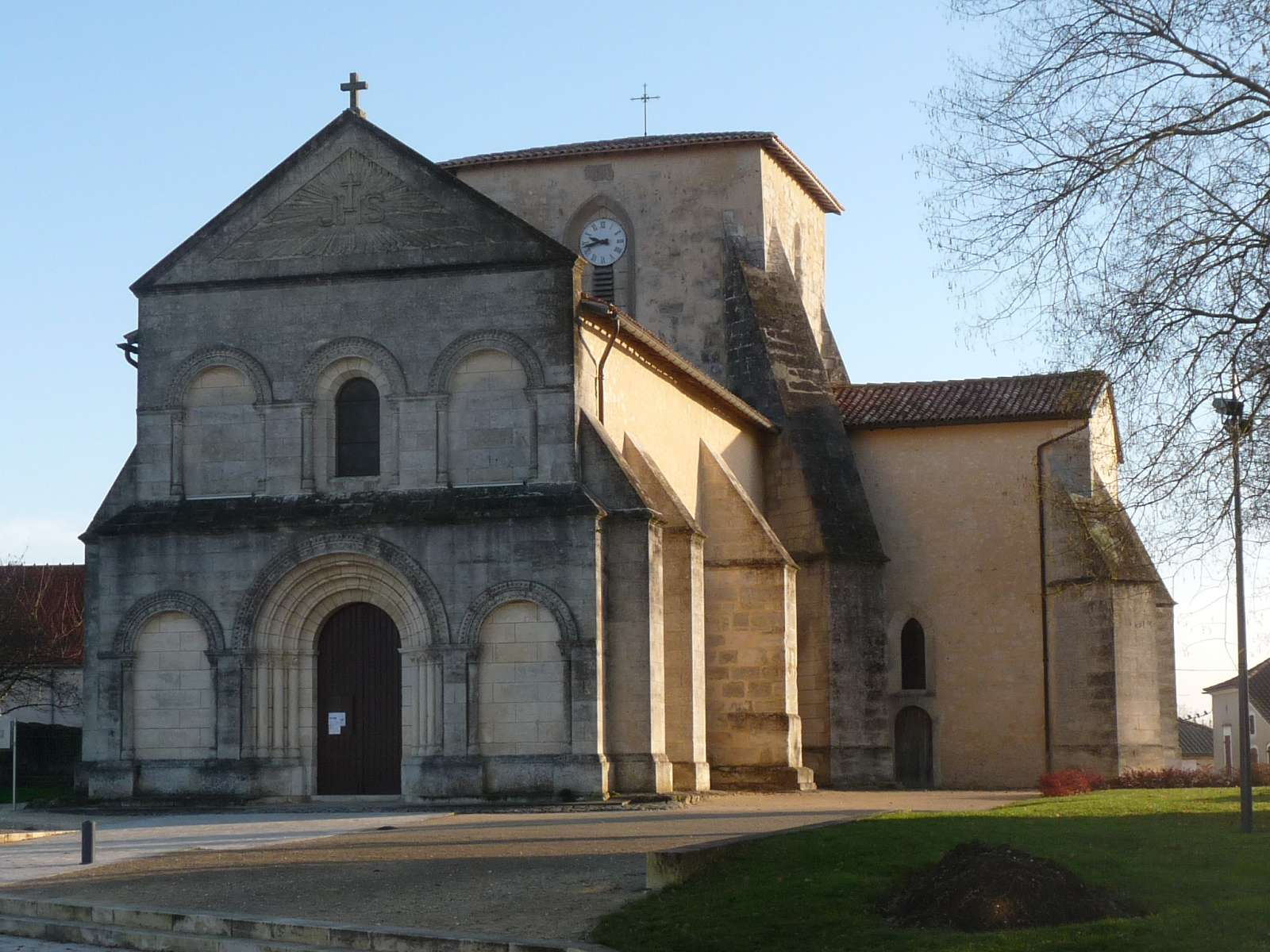
Église de Chevanceaux.

| Chantillac (Charente) | Bors (Charente) | Boisbreteau, Guizengeard (Charente) |
| Chatenet              | Chevanceaux     | Neuvicq                             |
| Sainte-Colombe        | Pouillac        | Saint-Palais-de-Négrignac           |

## Urbanisme

### Typologie
Au 1er janvier 2024, Chevanceaux est catégorisée commune rurale à habitat dispersé, selon la nouvelle grille communale de densité à 7 niveaux définie par l'Insee en 2022.
Elle est située hors unité urbaine et hors attraction des villes,.

### Occupation des sols
L'occupation des sols de la commune, telle qu'elle ressort de la base de données européenne d’occupation biophysique des sols Corine Land Cover (CLC), est marquée par l'importance des territoires agricoles (73,5 % en 2018), en diminution par rapport à 1990 (75,2 %). La répartition détaillée en 2018 est la suivante : 
zones agricoles hétérogènes (35,5 %), terres arables (22,7 %), forêts (21,4 %), prairies (11,9 %), cultures permanentes (3,3 %), mines, décharges et chantiers (2,1 %), zones urbanisées (1,9 %), milieux à végétation arbustive et/ou herbacée (1,2 %). L'évolution de l’occupation des sols de la commune et de ses infrastructures peut être observée sur les différentes représentations cartographiques du territoire : la carte de Cassini (XVIIIe siècle), la carte d'état-major (1820-1866) et les cartes ou photos aériennes de l'IGN pour la période actuelle (1950 à aujourd'hui).

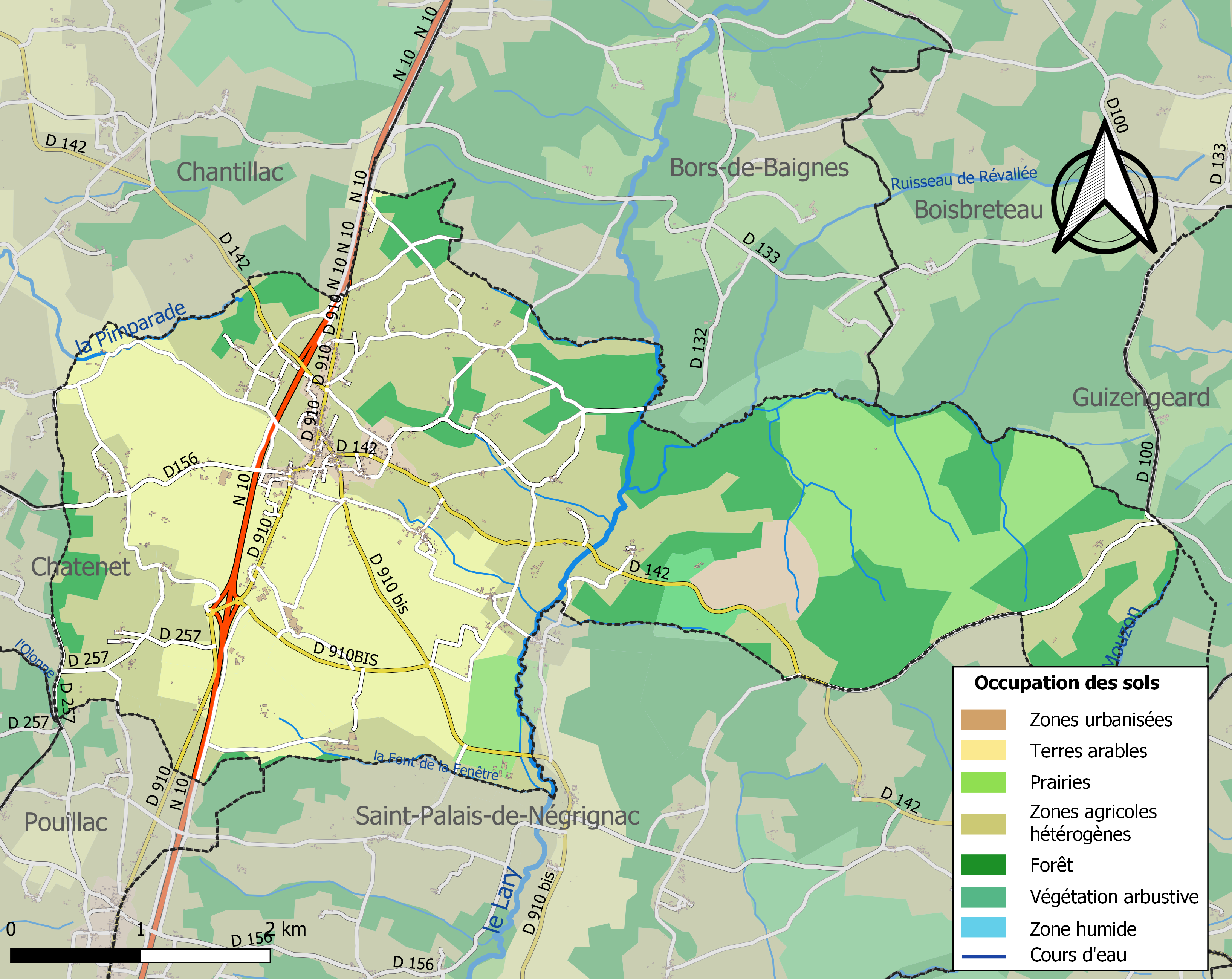
Carte des infrastructures et de l'occupation des sols de la commune en 2018 (CLC).

### Risques majeurs
Le territoire de la commune de Chevanceaux est vulnérable à différents aléas naturels : météorologiques (tempête, orage, neige, grand froid, canicule ou sécheresse), inondations, feux de forêts, mouvements de terrains et séisme (sismicité faible). Il est également exposé à un risque technologique, le transport de matières dangereuses. Un site publié par le BRGM permet d'évaluer simplement et rapidement les risques d'un bien localisé soit par son adresse soit par le numéro de sa parcelle.

#### Risques naturels
Certaines parties du territoire communal sont susceptibles d’être affectées par le risque d’inondation par débordement de cours d'eau, notamment le Lary, le Mouzon et la Pimparade. La commune a été reconnue en état de catastrophe naturelle au titre des dommages causés par les inondations et coulées de boue survenues en 1982, 1993, 1999 et 2010,.
Chevanceaux est exposée au risque de feu de forêt du fait de la présence sur son territoire du massif de la Double saintongeaise, un massif classé à risque dans le plan départemental de protection des forêts contre les incendies (PDPFCI), élaboré pour la période 2017-2026 et qui fait suite à un plan 2007-2016. Les mesures individuelles de prévention contre les incendies sont précisées par divers arrêtés préfectoraux et s’appliquent dans les zones exposées aux incendies de forêt et à moins de 200 mètres de celles-ci. L’article L.131-1 du code forestier et l’arrêté du 2 décembre 2020 règlementent l'emploi du feu en interdisant notamment d’apporter du feu, de fumer et de jeter des mégots de cigarette dans les espaces sensibles et sur les voies qui les traversent sous peine de sanctions. Un autre arrêté du 2 décembre 2020 rend le débroussaillement obligatoire, incombant au propriétaire ou ayant droit,,,.

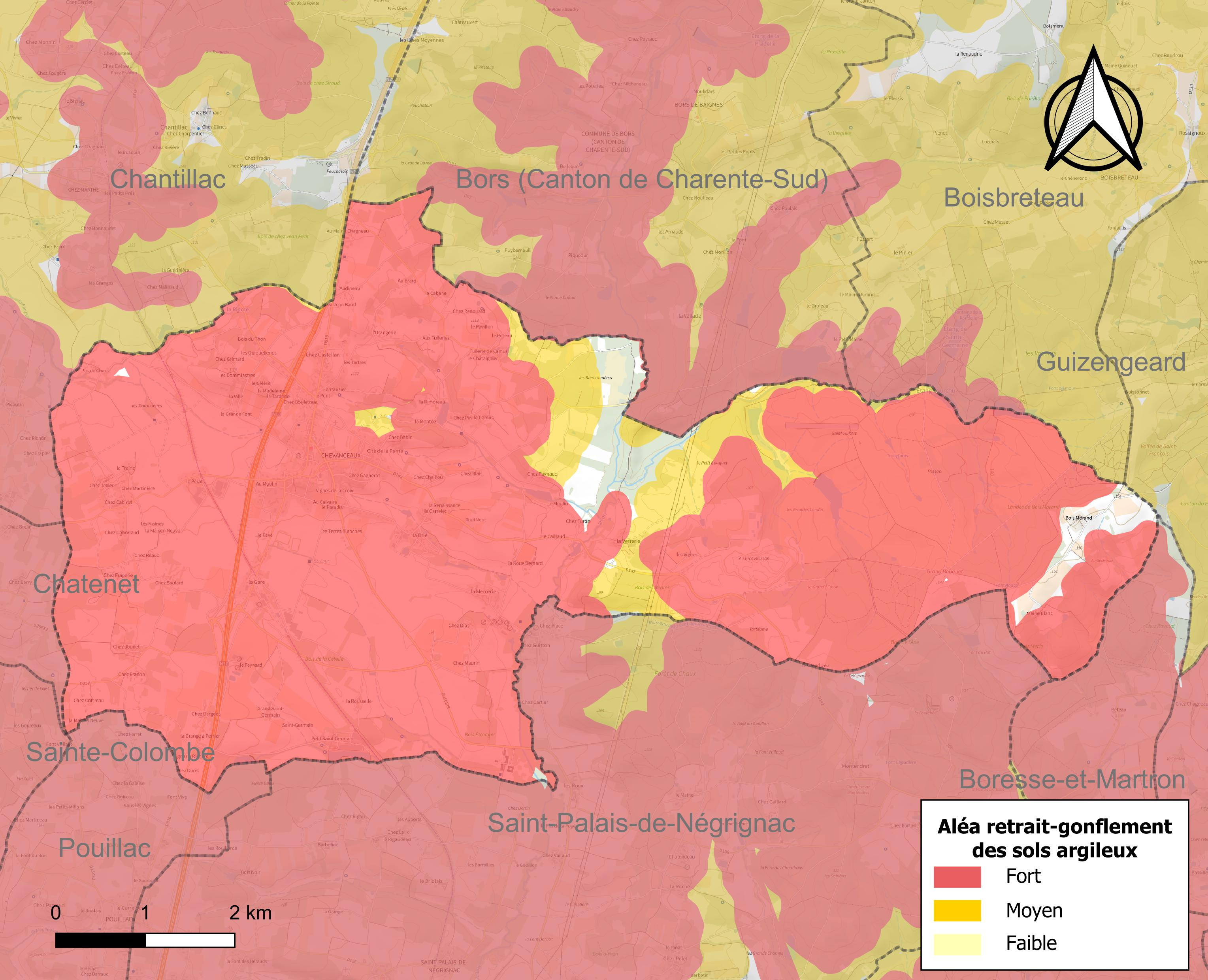
Carte des zones d'aléa retrait-gonflement des sols argileux de Chevanceaux.

Les mouvements de terrains susceptibles de se produire sur la commune sont des tassements différentiels.
Le retrait-gonflement des sols argileux est susceptible d'engendrer des dommages importants aux bâtiments en cas d’alternance de périodes de sécheresse et de pluie. 95,9 % de la superficie communale est en aléa moyen ou fort (54,2 % au niveau départemental et 48,5 % au niveau national). Sur les 552 bâtiments dénombrés sur la commune en 2019, 548 sont en aléa moyen ou fort, soit 99 %, à comparer aux 57 % au niveau départemental et 54 % au niveau national. Une cartographie de l'exposition du territoire national au retrait gonflement des sols argileux est disponible sur le site du BRGM,.
Par ailleurs, afin de mieux appréhender le risque d’affaissement de terrain, l'inventaire national des cavités souterraines permet de localiser celles situées sur la commune.
Concernant les mouvements de terrains, la commune a été reconnue en état de catastrophe naturelle au titre des dommages causés par la sécheresse en 1989, 2003, 2009 et 2011 et par des mouvements de terrain en 1999 et 2010.

#### Risques technologiques
Le risque de transport de matières dangereuses sur la commune est lié à sa traversée par une ou des infrastructures routières ou ferroviaires importantes ou la présence d'une canalisation de transport d'hydrocarbures. Un accident se produisant sur de telles infrastructures est susceptible d’avoir des effets graves sur les biens, les personnes ou l'environnement, selon la nature du matériau transporté. Des dispositions d’urbanisme peuvent être préconisées en conséquence.

## Toponymie
À l'époque gallo-romaine, Avvierna et ses deux fils font don de cinq quartiers de vigne - in villa Calvincianum - (possession de Calvinus ou Calvinius). Beaucoup de domaines gallo-romains ont été construits dans la région et sont à l'origine de toponymes.
D’après des travaux anciens du Docteur Charles Vigen, il semblerait que le cartulaire de Saint Étienne de Baignes évoquait la paroisse de Chevanceaux sous la dénomination de Parochia de Santi Petri de Calvenciaro. Elle fut donnée vers 1086 à l’abbaye de Baignes, par Renaud évêque de Saintes.
En 1121, avec l’évolution linguistique elle devient Ecclisia Santi Petri de Chauvenzas.
Entre 1133 et 1141, Itier est appelé prêtre de Calvencas.
Ramnulfe Aicius donne un domaine dont la moitié est Auchai et l’autre est Achavenças, tenue par Texier.
En 1460, la paroisse se nomme Chouvenceaux. Enfin, beaucoup plus tard nous arrivons à Chevanceau et enfin à l’orthographe actuelle : Chevanceaux.
L’ouvrage de J.M Cassagne et S. Seguin propose une origine légèrement différente. L’appellation serait héritée de l’ancien français chevance, mot qui désignait au Moyen-Âge un bien foncier. Pour d’autres étymologistes Chevanceaux serait une ancienne capanna (hutte, en bas latin).
La localité a changé de nom à la fin du XVIIIe siècle : elle s’appelait autrefois Saint-Pierre-de-Chaux (du nom de son château) devenu Chaux par décision de la Convention en 1794.

## Politique et administration

### Liste des maires
| Période                                  | Période  | Identité        | Étiquette    | Qualité                                                                        |
| ---------------------------------------- | -------- | --------------- | ------------ | ------------------------------------------------------------------------------ |
| 1965                                     | 1995     | Louis Joanne    | RI, puis UDF | Médecin, député, conseiller général du canton de Montlieu-la-Garde (1965-1998) |
| 1995                                     | 2014     | Gilbert Festal  | UMP          | Pharmacien Conseiller général 1998-2011                                        |
| 2014                                     | 2020     | Roger Soulard   | DVD          | Retraité                                                                       |
| 2020                                     | En cours | Emmanuel Festal | DVD          | Pharmacien                                                                     |
| Les données manquantes sont à compléter. |          |                 |              |                                                                                |

### Politique environnementale
Dans son palmarès 2024, le Conseil national de villes et villages fleuris de France a attribué deux fleurs à la commune.

## Démographie

### Évolution démographique
L'évolution du nombre d'habitants est connue à travers les recensements de la population effectués dans la commune depuis 1793. Pour les communes de moins de 10 000 habitants, une enquête de recensement portant sur toute la population est réalisée tous les cinq ans, les populations de référence des années intermédiaires étant quant à elles estimées par interpolation ou extrapolation. Pour la commune, le premier recensement exhaustif entrant dans le cadre du nouveau dispositif a été réalisé en 2008.

En 2022, la commune comptait 1 087 habitants, en évolution de +7,09 % par rapport à 2016 (Charente-Maritime : +4,04 %, France hors Mayotte : +2,11 %).
| 1793  | 1800  | 1806  | 1821  | 1831  | 1836  | 1841  | 1846  | 1851  |
| ----- | ----- | ----- | ----- | ----- | ----- | ----- | ----- | ----- |
| 1 033 | 1 124 | 1 124 | 1 241 | 1 346 | 1 414 | 1 452 | 1 390 | 1 412 |

| 1856  | 1861  | 1866  | 1872  | 1876  | 1881  | 1886  | 1891  | 1896  |
| ----- | ----- | ----- | ----- | ----- | ----- | ----- | ----- | ----- |
| 1 360 | 1 383 | 1 402 | 1 403 | 1 370 | 1 348 | 1 294 | 1 209 | 1 168 |

| 1901  | 1906  | 1911  | 1921  | 1926  | 1931  | 1936  | 1946  | 1954  |
| ----- | ----- | ----- | ----- | ----- | ----- | ----- | ----- | ----- |
| 1 116 | 1 235 | 1 179 | 1 092 | 1 060 | 1 073 | 1 058 | 1 035 | 1 041 |

| 1962  | 1968  | 1975  | 1982  | 1990  | 1999 | 2006  | 2008  | 2013 |
| ----- | ----- | ----- | ----- | ----- | ---- | ----- | ----- | ---- |
| 1 035 | 1 044 | 1 129 | 1 087 | 1 008 | 981  | 1 020 | 1 018 | 986  |

| 2018  | 2022  | - | - | - | - | - | - | - |
| ----- | ----- | - | - | - | - | - | - | - |
| 1 073 | 1 087 | - | - | - | - | - | - | - |

### Pyramide des âges
En 2018, le taux de personnes d'un âge inférieur à 30 ans s'élève à 30,9 %, soit au-dessus de la moyenne départementale (29 %). À l'inverse, le taux de personnes d'âge supérieur à 60 ans est de 32,5 % la même année, alors qu'il est de 34,9 % au niveau départemental.
En 2018, la commune comptait 535 hommes pour 538 femmes, soit un taux de 50,14 % de femmes, largement inférieur au taux départemental (52,15 %).
Les pyramides des âges de la commune et du département s'établissent comme suit.
| Hommes | Classe d’âge | Femmes |
| ------ | ------------ | ------ |
| 1,9    | 90 ou +      | 1,9    |
| 8,0    | 75-89 ans    | 12,5   |
| 20,0   | 60-74 ans    | 20,8   |
| 18,9   | 45-59 ans    | 20,3   |
| 18,5   | 30-44 ans    | 15,6   |
| 15,9   | 15-29 ans    | 12,8   |
| 16,8   | 0-14 ans     | 16,2   |

| Hommes | Classe d’âge | Femmes |
| ------ | ------------ | ------ |
| 1,1    | 90 ou +      | 2,6    |
| 10,1   | 75-89 ans    | 12,6   |
| 22     | 60-74 ans    | 23,2   |
| 20,1   | 45-59 ans    | 19,7   |
| 16,1   | 30-44 ans    | 15,6   |
| 15,2   | 15-29 ans    | 12,7   |
| 15,4   | 0-14 ans     | 13,6   |

## Économie
La commune a donné son nom à une variété de châtaignes, le marron de Chevanceaux.

## Lieux et monuments
- La Butte à Maurin : tumulus d'époque indéterminée (néolithique ou motte castrale) en partie creusé en son centre ; selon une légende locale il aurait été créé par les sabots des chevaux de Charlemagne lors de son retour d'Espagne en 778[27].
- Le château de Chaux, centre de l'ancienne châtellenie formant au XVIe siècle l'enclave du Petit Angoumois avec Montausier[28], date du XVIIe siècle. Il est inscrit monument historique depuis 1969[29].
- Église paroissiale Saint-Pierre, ancien prieuré de Bénédictins Saint-Pierre[30]

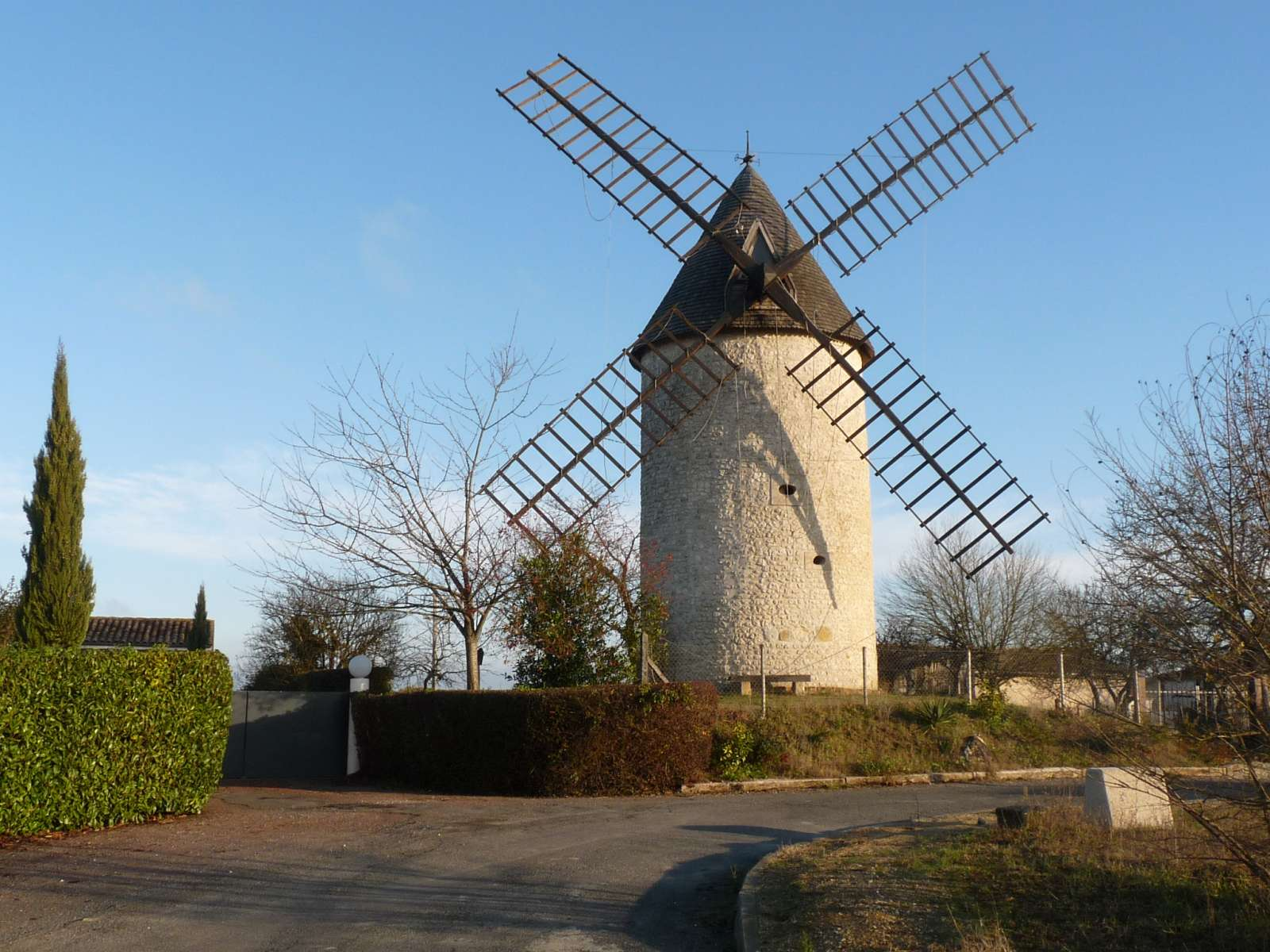
Le moulin.
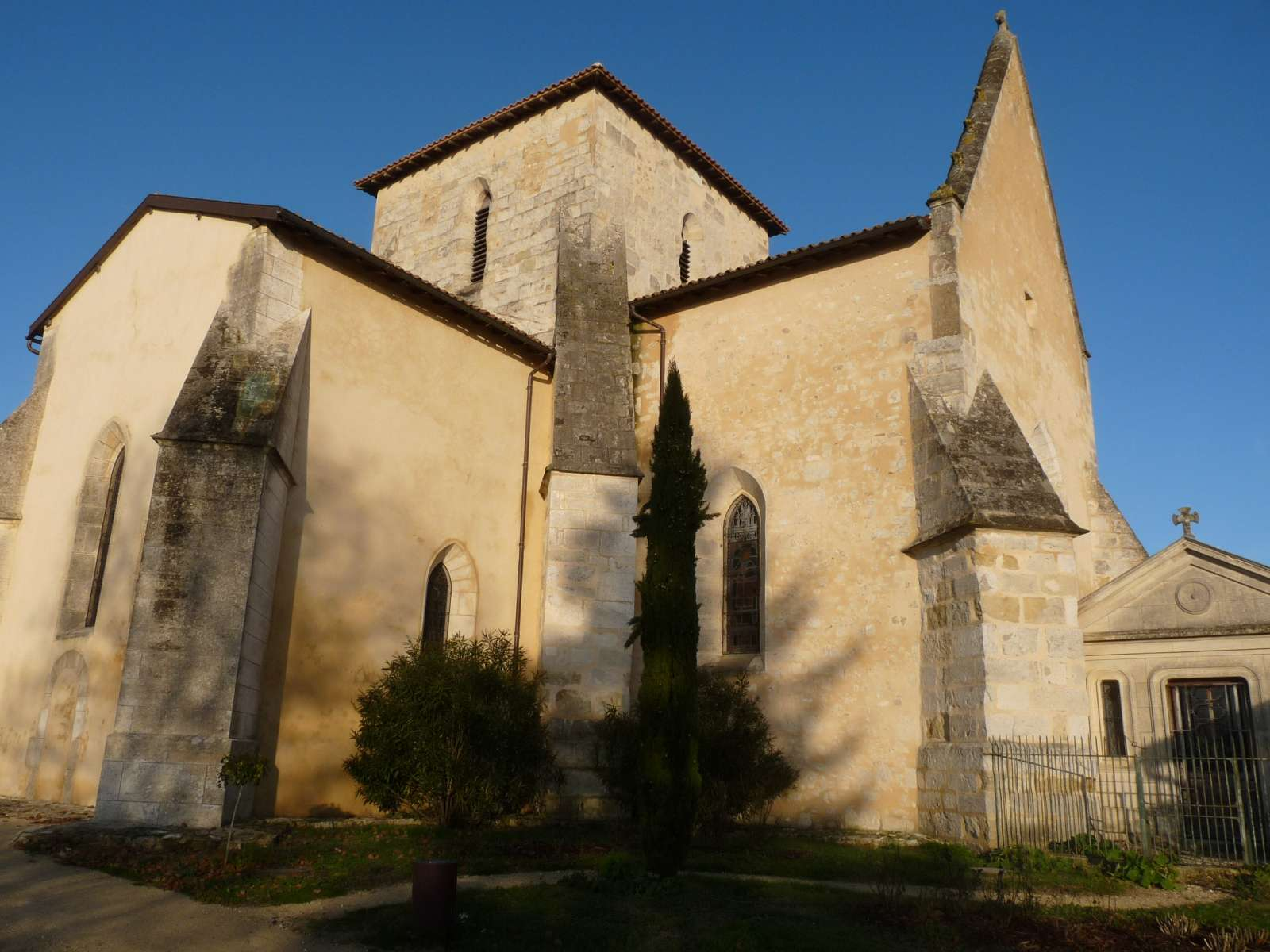
L'église paroissiale.

## Personnalités liées à la commune
- Émile Mayade, (1853- 1898), pilote automobile français y décéda en percutant une charrette dans une côte.
- Maurice Utrillo (1883 - 1955) a peint en 1937 l'hôtel de l'Union à Chevanceaux[31]
- Docteur Louis Joanne (1924 - 2005), docteur en médecine, maire de Chevanceaux de 1965 à 1996 ; conseiller général de la Charente-Maritime de 1965 à 1998 ; député de la Charente-Maritime de 1968 à 1978.